# Anoplodactylus arescus
Anoplodactylus arescus är en havsspindelart som beskrevs av du Bois-Reymond Marcus, E. 1959. Anoplodactylus arescus ingår i släktet Anoplodactylus och familjen Phoxichilidiidae. Inga underarter finns listade i Catalogue of Life.